# Villa Strombeck
Die Villa Strombeck, gebaut 1911, ist ursprünglich ein als Landhaus konzipiertes Bauwerk mit parkähnlicher Gartenanlage im Kasseler Stadtteil Harleshausen, in dem ab dem 1. August 1937 die auf die Behandlung der Parkinsonkrankheit spezialisierte Königin-Elena-Klinik untergebracht war. Heute ist sie das Hauptgebäude eines Ensembles, das die Paracelsus-Elena-Klinik beherbergt, die mit 120 Betten, etwa 200 Mitarbeitern und jährlich rund 2500 Patienten die größte Einrichtung für die Behandlung von Parkinsonsyndromen und Bewegungsstörungen in Deutschland ist.

## Planung

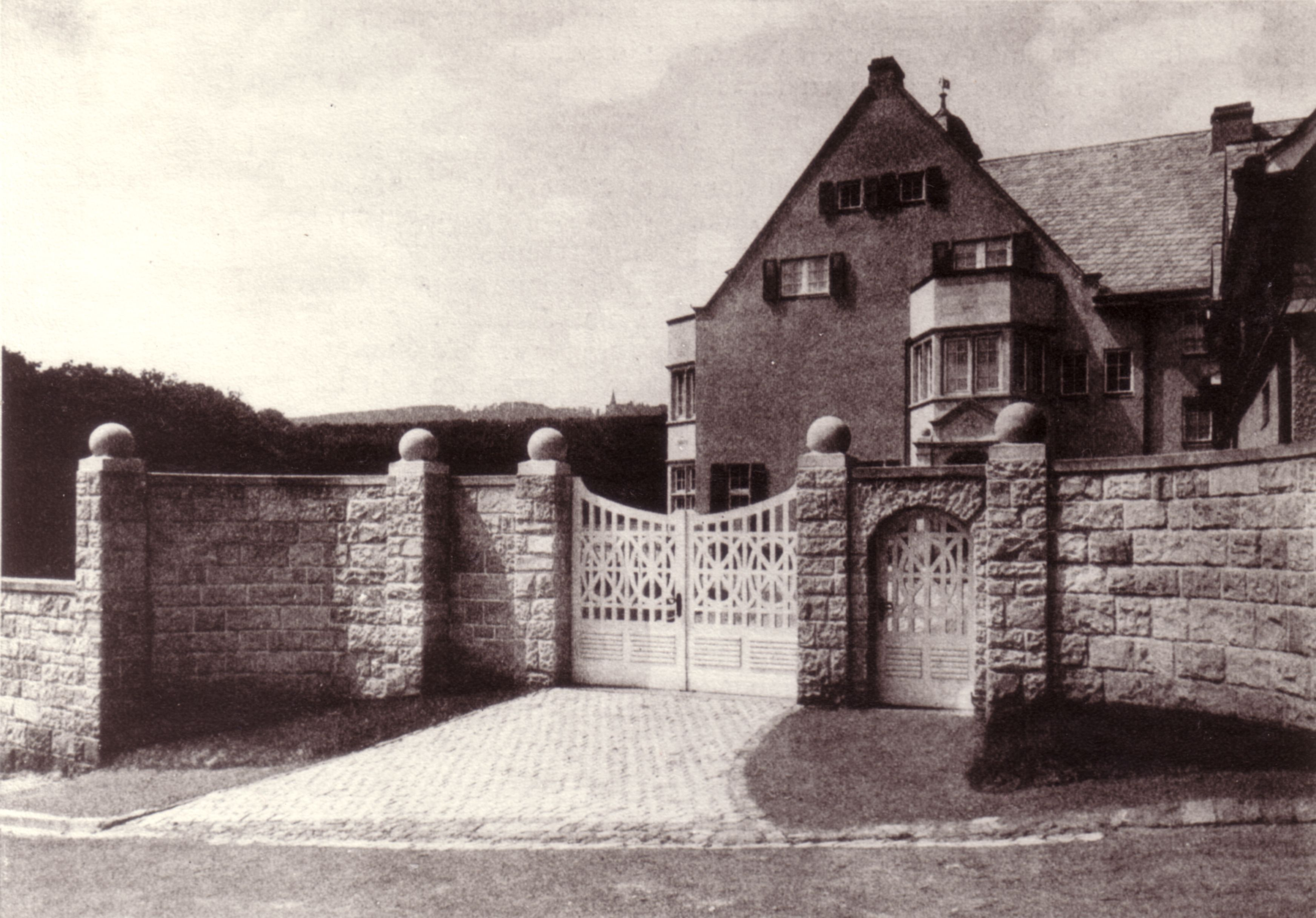
Front und Eingangsbereich der Villa Strombeck 1912

### Der Auftraggeber Freiherr Ernst von Strombeck
Ernst von Strombeck (1868–1936), der braunschweigischen Patrizierfamilie von Strombeck entstammend, konnte sich dank seines Vermögens bereits mit knapp 40 Jahren als Kapitänleutnant der kaiserlichen Marine zur Ruhe setzen. Die großzügige Planung für sein Anwesen in Kassel ist ein Hinweis darauf, dass er einer zu gründenden Familie einen standesgemäßen Wohnsitz bieten wollte. Er bewohnte jedoch den stattlichen Wohnsitz bis zu seinem Tode allein und starb unverheiratet und kinderlos im Jahre 1936.

### Der Architekt Hermann Muthesius

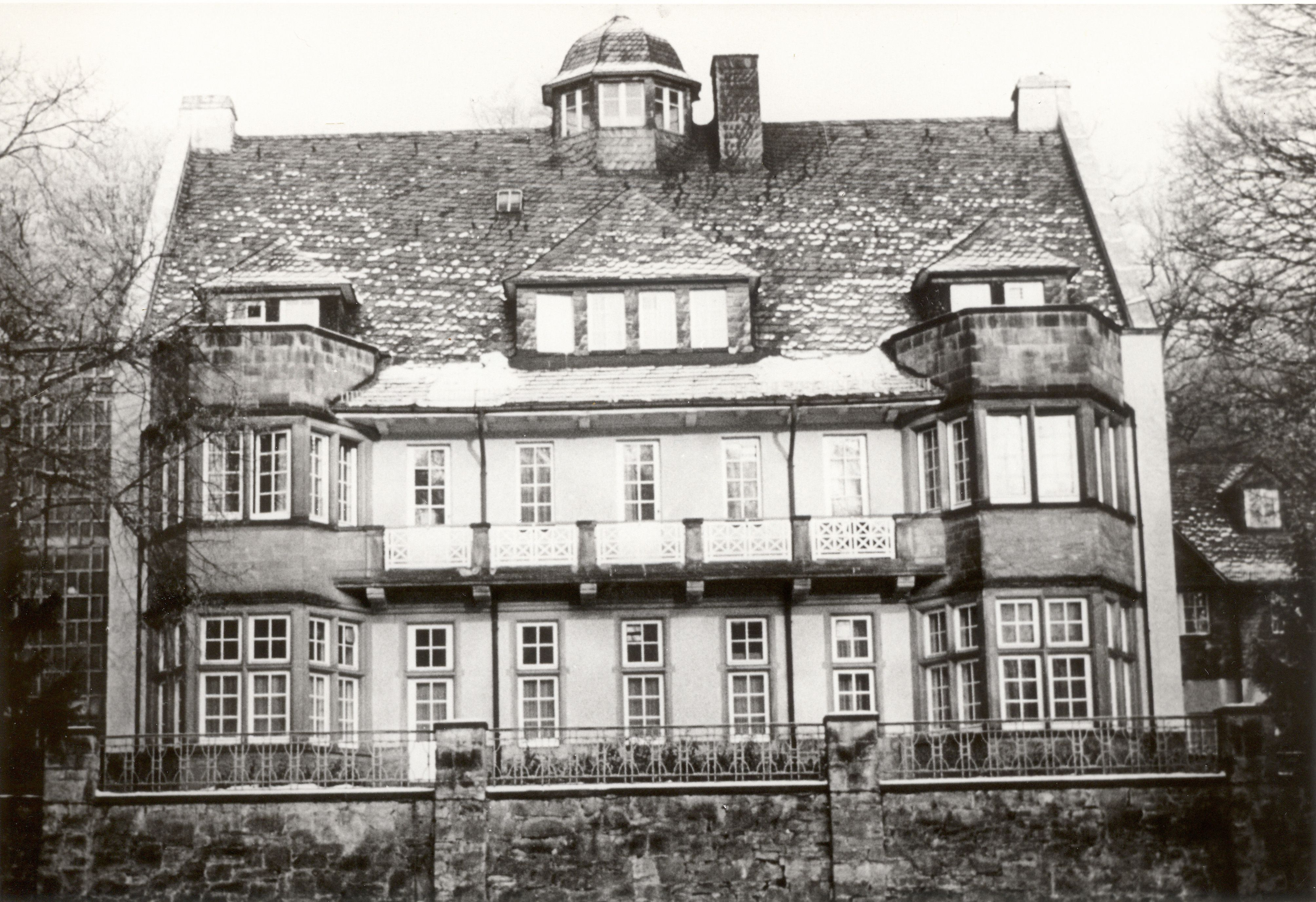
Das Hauptgebäude der Villa Strombeck 1912

Hermann Muthesius gilt als maßgeblicher Wegbereiter der von Reformideen geprägten Landhausbewegung, die sich sowohl gegen den, gegen Ende des 19. Jahrhunderts vorherrschenden Historismus, als auch gegen den Jugendstil abzugrenzen suchte. Ganz im Sinne des Deutschen Werkbundes, zu dessen Mitbegründern Muthesius im Jahre 1907 gehörte, versuchte die Landhausbewegung kunstgewerbliche Tradition mit moderner Industrieproduktion in Einklang zu bringen. Vorbild war die englische „Arts-and-Crafts“ – Bewegung. Merkmale der von Muthesius gebauten Landhäuser vor dem Ersten Weltkrieg sind die Verwendung gediegener Materialien, eine zurückhaltende Fassadengestaltung und wohlgeordnete Gartenanlagen.

## Die Lage

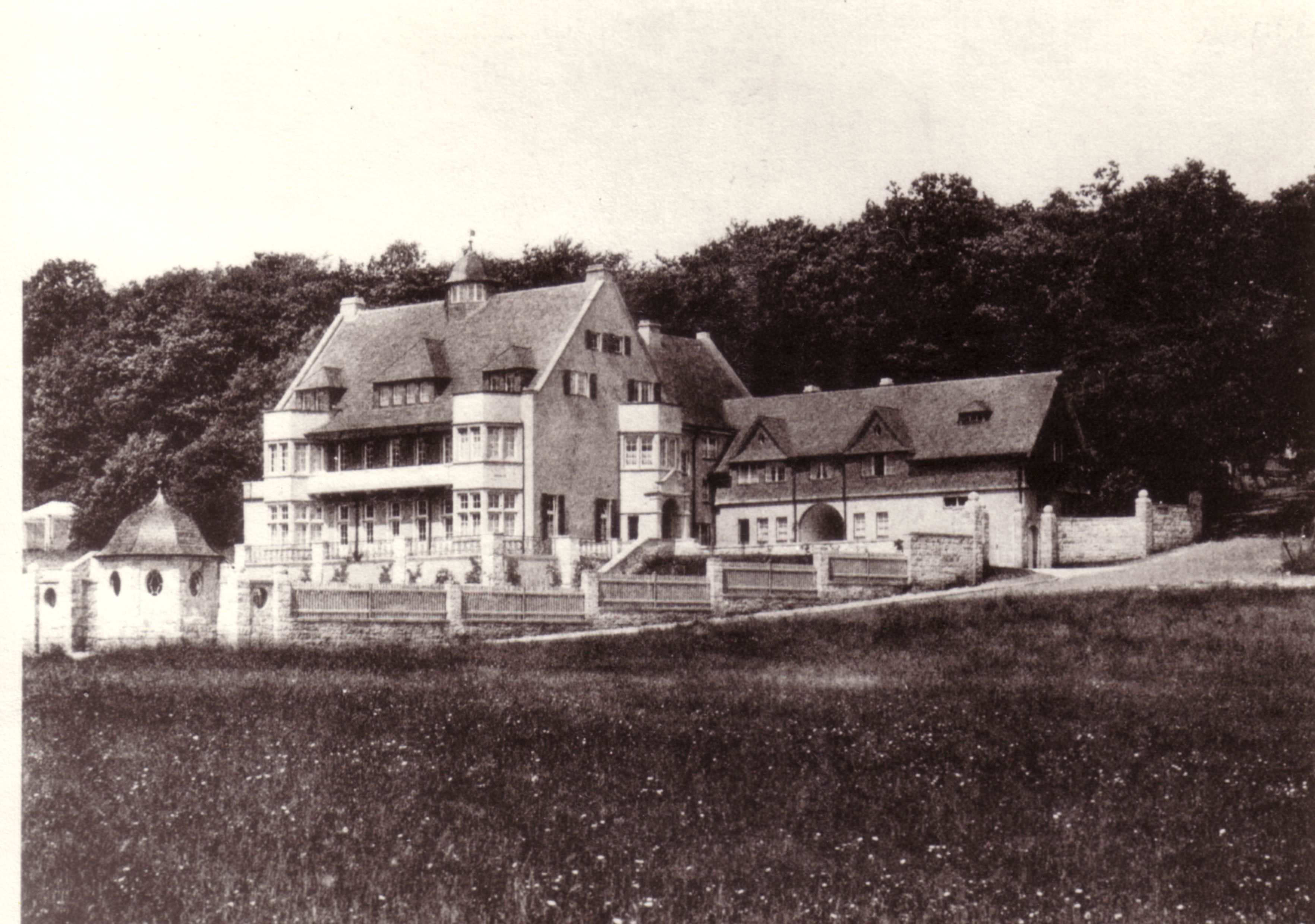
Die Villa Strombeck liegt am Waldrand der damaligen Gartenstadt Harleshausen

In der ab 1909 entstehenden Gartenstadt Harleshausen in der Nähe des nordwestlich von Kassel gelegenen Dorfes Harleshausen war die Villa Strombeck ein erster architektonischer Höhepunkt. Sie lag damals am Südrand der noch locker bebauten Gartenstadt in leichter Hanglage. Die Villa wurde 1910–1911 entworfen und erbaut.

## Die ursprüngliche Ausführung des Baus
Der schlossartig anmutende Hauptbau hat eine nach Süden ausgerichtete mit Balkonen und zwei Sandsteinerkern gegliederte Fassade. Die Erker an der Süd- und Ostfassade sind in Bruchstein gemauert, während die übrigen Wandflächen mit Rohputz versehen sind. Das Dach wurde auf Wunsch des Bauherrn mit in der Region untypischen Schindeln eingedeckt. Vor der Südfront wurde auf einer Futtermauer eine breite Blumenterrasse mit schmiedeeiserner Einfriedung angelegt. Auf gleichem Niveau befand sich westlich davon eine weitere Terrasse. Vor der Südveranda entstand ein Rasenplatz mit Springbrunnen, westlich ein Obstgarten mit benachbarter Bleiche und nach Osten ein Rosen- und Gemüsegarten. Mit dem Hauptgebäude verbunden war ein Anbau, der um einen Wirtschaftshof einen Pferdestall und eine Wagenremise gruppierte. Im Obergeschoss befand sich u. a. die Wohnung des Kutschers.

## Die Villa Strombeck bis zum Zweiten Weltkrieg

### Gründung und Entwicklung der Königin-Elena-Klinik
Am Ende des Ersten Weltkriegs trat eine im deutschen Sprachraum als Spanische Grippe bezeichnete Infektionskrankheit auf, die als Pandemie weltweit schätzungsweise 50 Millionen Todesopfer forderte. Im Zusammenhang mit der spanischen Grippe erkrankten viele junge Männer, in Deutschland häufig Veteranen des Krieges, an „Encephalitis lethargica“ – auch als Europäische Schlafkrankheit bekannt, die der Spanischen Grippe ähnlich war. Patienten, die die akute Erkrankung überlebt hatten, entwickelten wenige Jahre später neben neurologischen Funktionsstörungen und psychopathischen Symptomen wie Depressionen und Verhaltensstörungen regelmäßig auch ein Parkinsonsyndrom. Eine Erfolg versprechende Therapie gab es, zumindest in Deutschland, bis Anfang der 1930er Jahre nicht.
In Italien wurde jedoch eine von dem bulgarischen Naturheiler Ivan Raev (1876–1938; auch Raeff) entwickelte Therapie wissenschaftlich analysiert, verbessert und mit einigem Erfolg angewandt. Die „Bulgarische Kur“ basierte im Kern auf der Heilwirkung der Tollkirsche (Atropa belladonna).
Königin Elena von Montenegro, die nach ihrer Heirat in Italien lebte, war maßgebliche Förderin dieses Vorhabens. Sie lernte 1935 bei einem Besuch ihrer in Kassel lebenden Tochter Mafalda den Kasseler Allgemeinmediziner Walter Völler (1893–1954) kennen. Völler deutete die günstigen politischen Vorzeichen, eine Annäherung der faschistischen Regime in Deutschland und Italien, folgerichtig und erwarb 1936/1937 auf eigene Kosten die Villa Strombeck mit der Absicht, darin die erste deutsche Fachklinik für sogenannte Encephalitiker einzurichten.
Die am 1. August 1937 eröffnete Klinik nahm unter der Leitung Völlers ihre Arbeit auf. Die Anfangsjahre waren gekennzeichnet vom ständigen Erfahrungsaustausch mit italienischen Ärzten. Auch stellte Königin Elena als Schirmherrin der Klinik das in Italien entwickelte Medikament zunächst kostenlos zur Verfügung.

### Baumaßnahmen
Angesichts der überraschend erfolgreichen Behandlung der Postencephalitiker und der vielen Aufnahmegesuche erwies sich die Klinik schon bald nach ihrer Eröffnung als zu klein. Die Bettenzahl stieg von zunächst 30 auf 60 Betten am Anfang des Jahres 1938. Zur Erweiterung erwarb Völler eine nahegelegene weitere Villa sowie nach und nach weitere Häuser in der Umgebung.
An die Villa Strombeck wurde 1938 nach Norden hin, fast in den Hang hinein, im Stil des Landhauses nahtlos ein geräumiger Flügel mit mehreren Stockwerken gesetzt. Durch diesen Funktionstrakt, der auch über den kleinen Wirtschaftshof erreichbar und Anfang 1939 fertiggestellt war, wurde nicht nur die technische Ausstattung der Klinik verbessert. Er machte im Haupthaus, also der vormaligen Villa, auch weitere Räumlichkeiten frei. In den umgebenden Gartenanlagen kam noch eine aus Holz gefertigte Liegehalle hinzu. Im unmittelbaren Anschluss an das Anwesen erwarb Völler westlich davon zwei Grundstücke für die geplante klinikeigene Gärtnerei.

## Die Villa Strombeck nach dem Zweiten Weltkrieg

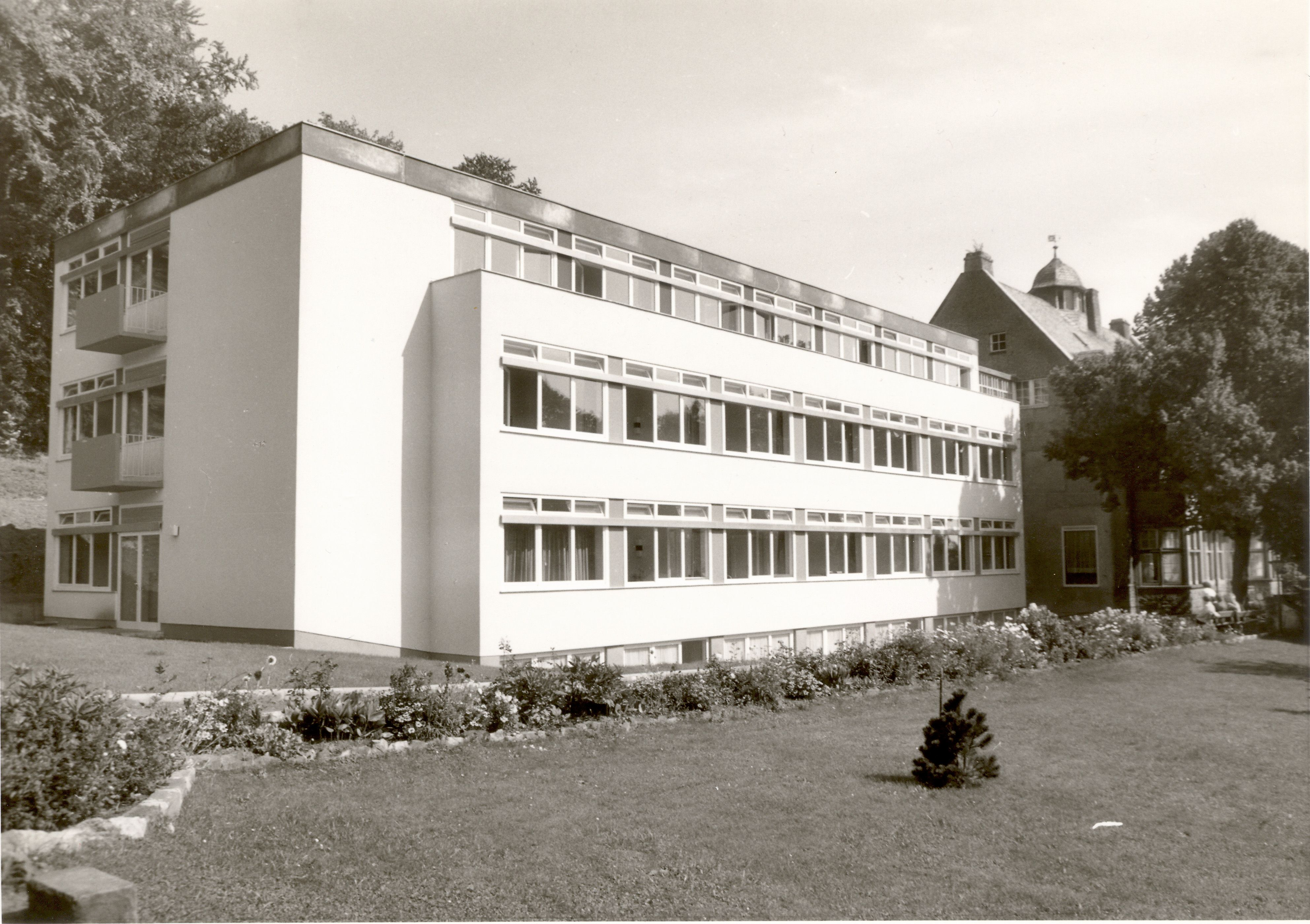
Der Erweiterungsbau von 1965/66

Die Villa war von direkten Kriegseinwirkungen verschont geblieben und die Klinik insgesamt funktionstüchtig erhalten. So konnte die Klinik am 8. November 1948 wiederum unter Völlers ärztlicher Leitung neu eröffnen. Neben der Behandlung mit einem Belladonna-Medikament setzte Völler nach wie vor auf flankierende Maßnahmen, zu denen vor allem eine intensive Bewegungstherapie gehörte. So entstand 1952 unter anderem im Garten eine neue, gemauerte Gymnastikhalle. Entscheidende Bauimpulse setzte jedoch erst Gert W. Völler (1929–1978), der älteste Sohn des Klinikgründers, der die Klinik ab 1965 leitete. Er erweiterte den reichlich veralteten und renovierungsbedürftigen Komplex und steigerte die Gesamtkapazität auf 150 Betten. Die alte Pergola-Mauer, die Liegehalle und einige Terrassen und Stufen der alten Villa Strombeck mussten 1965/1966 einem modernen Flachbau weichen, der jedoch ein wenig hinter den repräsentativen Altbau zurückgesetzt wurde. Er entspricht in seiner Funktionalität der Bausprache seiner Zeit. Gleichzeitig wurde das „Basishaus“ grundlegend renoviert.
Enorme Fortschritte bei der Behandlung schwerer Parkinsonsymptome, die dem Einsatz des neuartigen Medikaments L-Dopa zu verdanken waren und die Patientenzahlen ansteigen ließen, machten schon 1969 einen weiteren Neubau erforderlich. Infolgedessen wurde ein nicht mehr zeitgemäß erscheinender Trakt der alten Villa Strombeck stillgelegt.
1970 entstand südöstlich der Villa ein neuer, schlicht-funktionaler Verwaltungsbau mit Flachdach, der den Kern des später aufgestockten und heutigen Verwaltungsgebäudes der Paracelsus-Elena-Klinik gleich links von Vorhof und Eingang bildet.
Mitte der 1970er Jahre musste das baufällig gewordene Dach der Villa mit seinen Schieferschindeln gemäß den Auflagen des hessischen Denkmalschutzgesetzes von 1974 (Novelle 1986) erneuert werden. Zeitgemäß wurde der Dachreiter in der Mitte des Firstes hierbei beseitigt. Der Gesamteindruck des Ensembles im ursprünglichen Landhausstil der Villa Strombeck blieb aber unangetastet.

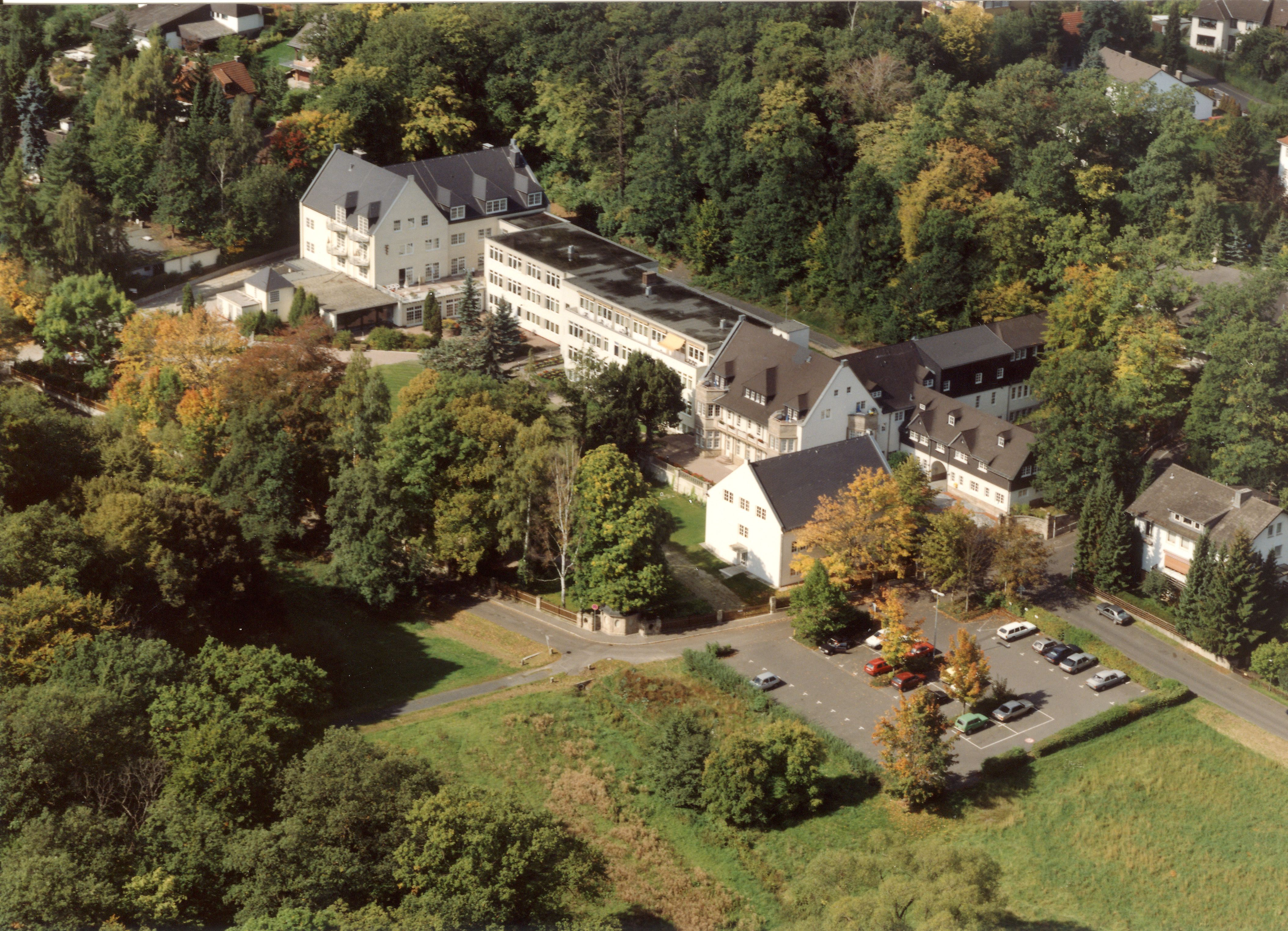
Luftbild der Paracelsus-Elena-Klinik

Nachdem der Konzern der Paracelsus-Kliniken am 1. November 1980 die inzwischen in „Elena-Klinik“ umbenannte Klinik übernommen hatte, wurden weitere umfangreiche Neubaumaßnahmen in Angriff genommen. 1988 wurde so ein Anbau fertiggestellt, der sich als Querriegel im Westen des Grundstücks vor die Bettenhäuser aus den 1960er Jahren schiebt. Im Zuge dieser Erweiterung wurde das Haupthaus, die ehemalige Villa Strombeck, fast vollständig entkernt und nach modernen Krankenhausrichtlinien umgebaut. Seit dem 18. Mai 1993 beherbergt der Altbau vorwiegend Arztzimmer und Sekretariate, daneben auch Funktionsräume der Ergo- und Physiotherapie sowie der Logopädie. Der Eingangsbereich mit seinem schwarz-weißen Fliesen und der alten hölzernen Wendeltreppe, sind originalgetreu erhalten und verleihen der Paracelsus-Elena-Klinik als Parkinsonklinik noch immer den besonderen Charme des Muthesius-Baus.